# Вулькенцин
Вулькенцин (нем. Wulkenzin) — община в Германии, в земле Мекленбург-Передняя Померания.
Входит в состав района Мекленбург-Штрелиц. Подчиняется управлению Неферин.  Население составляет 1504 человека (на 31 декабря 2010 года). Занимает площадь 21,55 км².